# MAEX
Der MAEX (MünchenAirportEXpress) ist eine von der rot-grünen Münchner Stadtregierung geforderte Alternativlösung zum Transrapid für eine schnelle Zugverbindung zwischen dem Münchner Hauptbahnhof und dem Münchner Flughafen.

## Konzept
Der MAEX ist als Express-S-Bahn konzipiert und soll vom Münchner Hauptbahnhof über den in Bau befindlichen 2. Stammstreckentunnel auf der heutigen Route der S8 im Osten der Stadt über die Bahnstrecke München Ost–München Flughafen zum Flughafen geleitet werden. Dabei soll es neben den beiden Halten im 2. Stammstreckentunnel am Hauptbahnhof und Marienplatz lediglich noch zwei Halte am Leuchtenbergring sowie abwechselnd in Unterföhring und Ismaning geben.
Für die Realisierung dieser Strecke ist zusätzlich zum 2. Stammstreckentunnel der viergleisige Ausbau des Münchner Nordrings im Bereich Daglfing–Johanneskirchen erforderlich. Dieser soll im Tunnel erfolgen, um einerseits durch Beseitigung der Bahnübergänge in Daglfing und Englschalking den Straßenverkehr vom dann zunehmenden Bahnverkehr komplett zu trennen und andererseits die Quartiere vor Lärm zu schützen und die Trennungswirkung der Bahntrasse aufzuheben.
Die Fahrzeit des MAEX soll auf der ca. 35 km langen Strecke zwischen München Hauptbahnhof und Flughafen unter 25 Minuten betragen und damit die heutige Reisezeit um ca. 15 Minuten verringern. Geplant ist ein Verkehr im 15-Minuten-Takt. Die Gesamtkosten des Projekts werden auf 860 Millionen Euro veranschlagt, wobei hierin die Kosten weiterer Maßnahmen enthalten sind, die über den MAEX hinausgehen. Die reinen MAEX-Kosten werden mit 625 Millionen Euro angegeben (ohne den von diesem Projekt unabhängigen 2. Stammstreckentunnel).
Kurz nach Veröffentlichung der Projektidee hat sich die Deutsche Bahn die Markenrechte an MAEX gesichert. Daraufhin schlug die Stadt München vor, stattdessen die Pläne unter dem Namen MExpress weiterzuverfolgen.